# Leucania scirpicola
Leucania scirpicola là một loài bướm đêm trong họ Noctuidae.